# Princ in dvorne gospe
‎
Princ in dvorne gospe (v izvirniku 源氏物語, Gendži monogatari, hepburn Genji monogatari; torej dobesedno Pripoved o Gendžiju) je književno delo japonske pisateljice Murasaki Šikibu, napisano približno med letoma 1000 in 1008. Po mnenju nekaterih strokovnjakov je to prvi kdajkoli napisan roman, vsekakor pa je eden izmed prvih romanov sploh. V njem je podrobno opisano življenje in predvsem ljubezenske dogodivščine namišljenega princa Gendžija.
Roman je v 20. stoletju v slovenščino prevedel Silvester Škerl. Podnaslovljen Zgodba princa Gendžija, kakor jo je napisala okoli leta tisoč našega štetja Murasaki, imenovana Šikibu, dvorna gospa japonske cesarice, je izšel v več ponatisih, nazadnje leta 1988 v zbirki Sto romanov.